# Prince Samuzu
Prince Samuzu (3 de marzo de 1993) es un deportista congoleño que compite en judo. Ganó una medalla de bronce en los Juegos Panafricanos de 2019 en la categoría de –100 kg.

## Palmarés internacional
| Juegos Panafricanos | Juegos Panafricanos | Juegos Panafricanos | Juegos Panafricanos |
| Año                 | Lugar               | Medalla             | Categoría           |
| ------------------- | ------------------- | ------------------- | ------------------- |
| 2019                | Rabat (Marruecos)   | Medalla de bronce   | –100 kg             |